# Malme, Norge
Malme är en tätort i Hustadvika kommun i Møre og Romsdal fylke i Norge. Orten ligger vid fylkesväg 64.